# إبراهيم صهد
إبراهيم عبد العزيز أبراهيم صهد (25 سيبتمبر 1943 - ) سياسي ليبي وضابط سابق في سلاح الجو. كان من المعارضين لنظام معمر القذافي. يشغل منصب الأمين العام للجبهة الوطنية لإنقاذ ليبيا.  

## حياتة العلمية
تخرج من الكلية العسكرية الليبية عام 1963 وكان ترتيبه الأول على دفعته. عمل ضابطا بالجيش الليبي 
خلال الأعوام 1963 – 1969 عمل مدرسا في مدرسة المخابرة، ورئيسا لجناح التدريب بالمدرسة، وعمل معاونا لآمر منظومة مخابرة الجيش، ثم نقل إلى منظومة الدفاع الجوي وعين ضابط ركن الإسناد الإلكتروني في المنظومة.
خلال عمله بالقوات المسلحة تلقى عدة دورات تدريبية في كل من مدرسة المشاة (المرج/ ليبيا)، ومدرسة المخابرة (المرج/ ليبيا)، ومدرسة هندسة الميدان (بنغازي/ ليبيا)، ومركز قيادة صنف المخابرة بالجيش الأمريكي (جورجيا/ أمريكا)، ومدرسة مخابرة الجيش الأمريكي (نيوجيرسي/أمريكا)، ومدرسة المدفعية الملكية البريطانية (ويلز/ بريطانيا).
 
• تدرج في الرتب العسكرية إلى رتبة نقيب، وكان مرشحا لنيل رتبة رائد في أغسطس 1970.

•كان يتلقى دورة تدريبية حول منظومة الدفاع الجوي في بريطانيا عندما حدث الانقلاب في سبتمبر 1969، فقطع دورته وعاد إلى البلاد حيث جرى اعتقاله إثر وصوله.

•	جرى إبعاده للعمل بالسلك الدبلوماسي خارج ليبيا.
 
• عمل في السفارات الليبية في كل من الأردن، والولايات المتحدة، والبعثة الليبية إلى الأمم المتحدة، وقائما بالأعمال في الأرجنتين، كما عمل مديرا للشؤون السياسية بإدارة الأمريكتين بوزارة الخارجية.
• شارك في عديد من المؤتمرات واللقاءات الدولية منها: مؤتمر القمة السادس لدول عدم الانحياز (1979، هافانا/كوبا)، مؤتمر الأمم المتحدة للمياه (1977، مار ديل بلاتا/الأرجنتين)، ، مؤتمر التعاون بين الدول النامية (بواينوس آيريس، الأرجنتين)، مؤتمر برنامج الأمم المتحدة للتنمية (1973، جنيف/ سويسرا)، مؤتمر منظمة الاتصال عبر الأقمار الصناعية (إنتلسات) (1971، واشنطن/ الولايات المتحدة)،، مؤتمر هيئة الطيران المدني (1974، مونتريال/ كندا)، علاوة على المشاركة في أعمال ست دورات للجمعية العامة للأمم المتحدة (مندوبا في اللجنة السياسية الخاصة، وفي الاجتماعات الرئيسية للجمعية العامة).

•في عام 1981، أعلن استقالته من منصبه قائما بالأعمال بالأرجنتين، وأعلن معارضته للنظام القائم في ليبيا وانضمامه إلى المعارضة الليبية.
 
• شارك في تأسيس الجبهة الوطنية لإنقاذ ليبيا في أكتوبر 

•	أثناء انعقاد الدورة الأولى المجلس الوطني للجبهة (1982)، انتخب عضوا باللجنة التنفيذية، وأعيد انتخابه أثناء انعقاد دورات المجلس الوطني الثانية والثالثة.

•تولى مهمة المفوض السياسي للجبهة (1982- 1995).

•أثناء انعقاد الدورة الرابعة للمجلس الوطني للجبهة، انتخب لمنصب النائب الثاني للأمين العام للجبهة.

•في أغسطس 2001 م انتخب أمينا عاما للجبهة الوطنية لإنقاذ ليبيا.

•أثناء انعقاد الدورة الخامسة للمجلس الوطني للجبهة، أعيد انتخابه انتخب أمينا عاما للجبهة الوطنية لإنقاذ ليبيا.